# Simone Barrientos

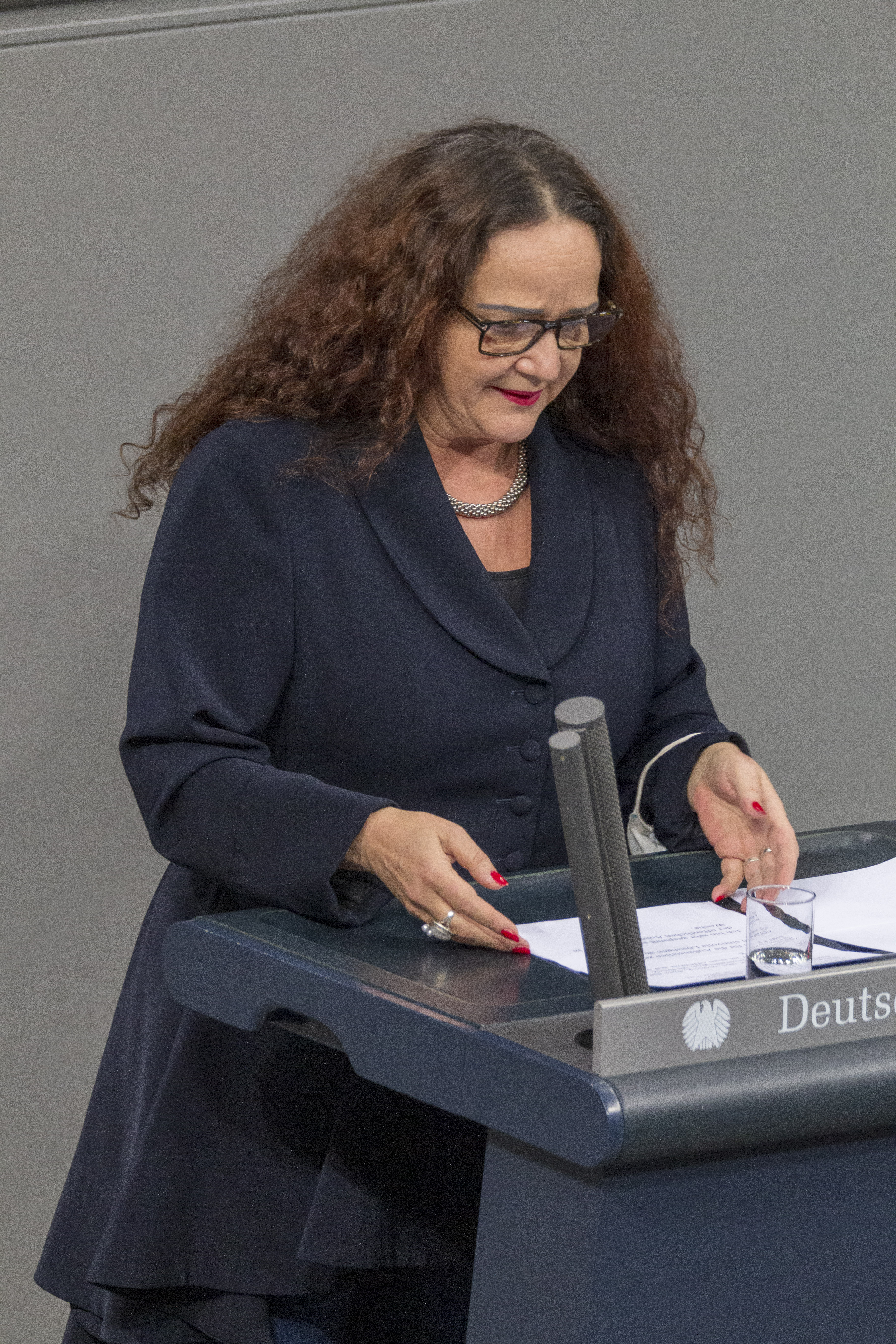
Simone Barrientos, 2020

Simone Barrientos Krauss (* 5. Oktober 1963 in Eisleben) ist eine deutsche Politikerin (bis 2022 Die Linke, seit 2022 SPD) und Verlegerin. Von 2017 bis 2021 war sie Mitglied des Deutschen Bundestages und dabei Sprecherin ihrer Fraktion für Kulturpolitik.

## Leben
Simone Barrientos wuchs in Neustrelitz als Kind einer alleinerziehenden Mutter auf. Sie hat eine Ausbildung zur Betriebselektrikerin und zur Gebrauchswerberin absolviert. In Barrientos Stasi-Akte ist eingangs vermerkt: „dekadente Jugendliche“ und „Sympathisant Pazifismus.“
In den Jahren 1990 bis 2008 war sie freiberuflich als Bauzeichnerin, Dolmetscherin (Spanisch), Mitinhaberin einer Künstleragentur und in der Filmproduktion tätig. Von 2008 bis 2017 leitete sie als Verlegerin den Verlag Kulturmaschinen und gab dort u. a. Bücher von Hermann Kant, Linde Salber und das belletristische Prosawerk von Franz Josef Degenhardt heraus. Außerdem arbeitete sie in dieser Zeit als Sängerin, Sprecherin und Moderatorin.
Seit 2014 wohnt Barrientos in Ochsenfurt. Sie hat einen Sohn.

## Politik
Barrientos gehörte seit dem Jahr 2014 dem Landesvorstand Bayern der Linken an. Seit der Kommunalwahl 2020 ist sie Kreisrätin im Landkreis Würzburg. Zusammen mit Dominik Kuzmek war sie seit 2020 Kreissprecherin der Linken in Würzburg.
Barrientos war jahrelang ehrenamtlich in der Flüchtlingshilfe aktiv. Sie leitete bei der Arbeiterwohlfahrt (AWO) die Flüchtlingsarbeit und engagierte sich beim „Helferkreis Ochsenfurt“ für unbegleitete minderjährige Geflüchtete.
Als Mitherausgeberin gibt sie in der Reihe „Edition Mezopotamya“ Bücher des verbotenen kurdischen Verlags Mezopotamien heraus.
Barrientos ist regelmäßig als Kolumnistin für die Plattform „Die Freiheitsliebe“ tätig.
Im Dezember 2020 gehörte sie zu den Erstunterzeichnern der Kampagne Zero Covid.
Sie ist Mitglied bei ver.di und Mitglied im Stiftungsrat der Bundesstiftung zur Aufarbeitung der SED-Diktatur.
Im März 2022 trat sie aus der Partei Die Linke aus. Der Austritt erfolgte als Reaktion auf den offiziellen Standpunkt der Partei Die Linke zum russischen Überfall auf die Ukraine. Sie stellte klar, dass „ein Punkt erreicht [ist], an dem ich meine eigene Glaubwürdigkeit verliere, wenn ich mich weiter schützend vor die Partei stelle“.
Im Dezember 2022 verkündete Barrientos ihren Beitritt zur SPD.

## Abgeordnete
Bei der Bundestagswahl 2017 zog Barrientos über die Landesliste Bayern in den Deutschen Bundestag ein. Im 19. Deutschen Bundestag war sie kulturpolitische Sprecherin der Linksfraktion und Obfrau im Ausschuss für Kultur und Medien im Deutschen Bundestag. Zudem gehört sie dem Finanzausschuss als stellvertretendes Mitglied an.
Im Vorfeld ihrer Nominierung hatte sich Barrientos in einer Kampfabstimmung gegen drei Mitbewerberinnen durchgesetzt. Zu ihrer Kandidatur motivierten sie der Kampf für Frauenrechte und gegen Rassismus und Ausgrenzung.
Zu ihren politischen Zielen gehören:
- Kultur: Stärkung von Frauen im Kunst- und Kulturbetrieb, Unterstützung von Solo-Selbständigen, soziale Absicherung für Kunst- und Kulturschaffende
- Gleichstellung: Feministische Politik, Rechte von LGBTI
- Anti-Rassismus und Solidarität mit internationalen linken Kämpfen, z. B. für ein Ende der Blockade in Kuba

Barrientos war stellvertretende Vorsitzende der Parlamentariergruppe für die Anden-Staaten.
Bei der Bundestagswahl 2021 konnte sie mit Platz 5 auf der Landesliste nicht wieder in den Deutschen Bundestag einziehen.